# Idioma kanum
El kanum es un idioma que comprende una serie de variedades lingüísticas, con poca inteligibilidad mutua, habladas por los pueblos kanum, en la isla de Nueva Guinea. Las variedades conocidas son:
- Kanum Ngkâlmpw (kcd)
- Kanum Bädi (khd)
- Kanum Sota (krz)
- Kanum Smärky (kxq)

## Sistema numérico
El kanum tiene un sistema numérico en base 6. Por ejemplo, '200' se expresa como:
| swabra | ptae      | ynaoaemy  | ntamnao |
| 5      | 6²s (36s) | (y) 2 (y) | 3×6     |
- Datos: Q5908646